# 霍恩代希湖

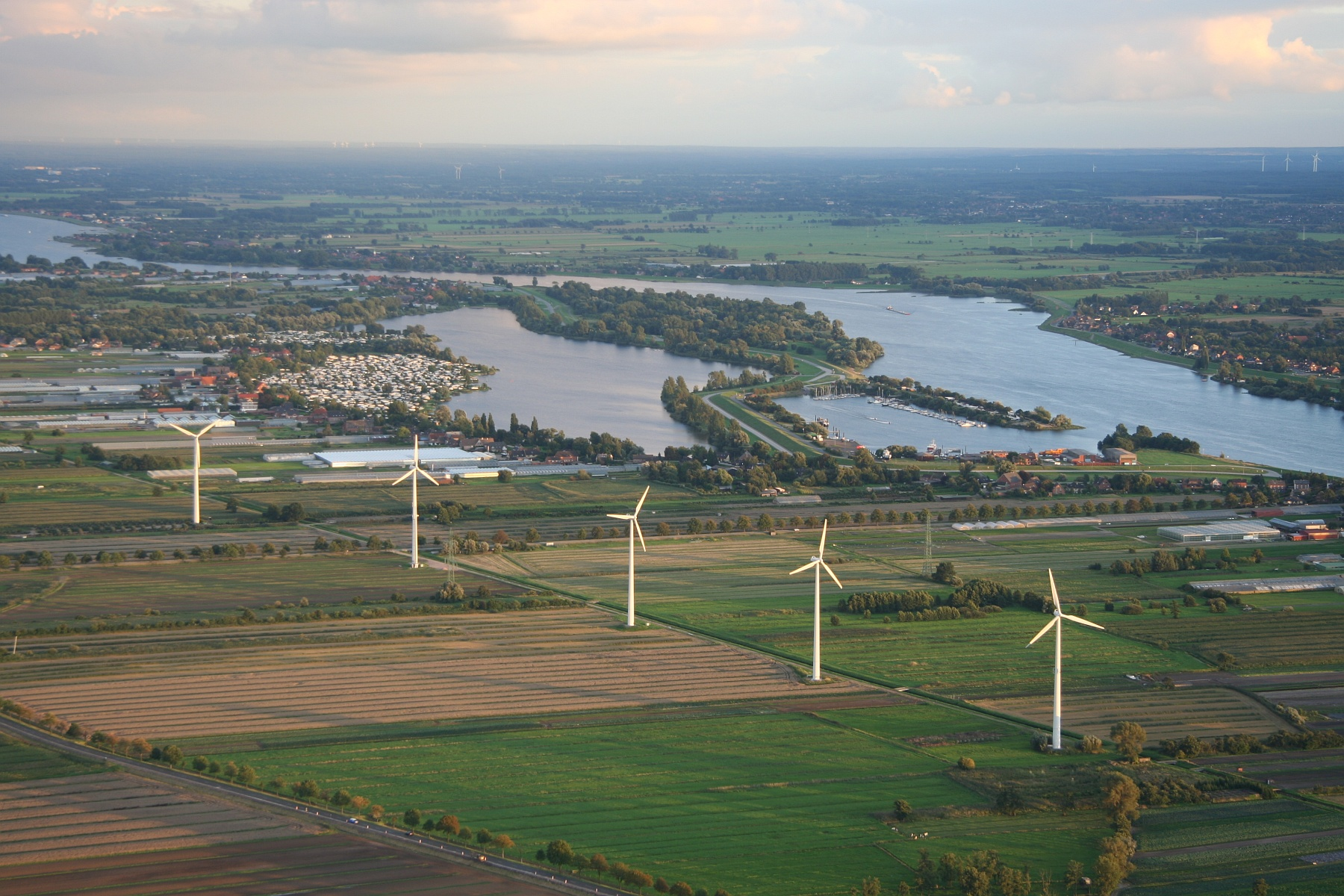

53°26′17″N 10°06′36″E / 53.438173°N 10.110027°E
霍恩代希湖（德語：Hohendeicher See），是德國的湖泊，由漢堡負責管轄，長2.3公里、寬0.4公里，面積0.62平方公里，平均水深10米，最大水深19米，湖岸線長度5.4公里，水體容量620萬立方米。